# Owen Sound Attack
Owen Sound Attack – juniorska drużyna hokejowa grająca w OHL w dywizji środkowo-zachodniej, konferencji zachodniej. Drużyna ma swoją siedzibę w Owen Sound w Kanadzie.
- Rok założenia: 2000
- Barwy: czarno-biało-złoto-czerwone
- Trener: Mike Stothers
- Manager: Mike Futa
- Hala: Bayshore Community Centre

## Osiągnięcia
- Wayne Gretzky Trophy: 2011
- Holody Trophy: 2011
- J. Ross Robertson Cup: 2011